# Ramón de la Cruz

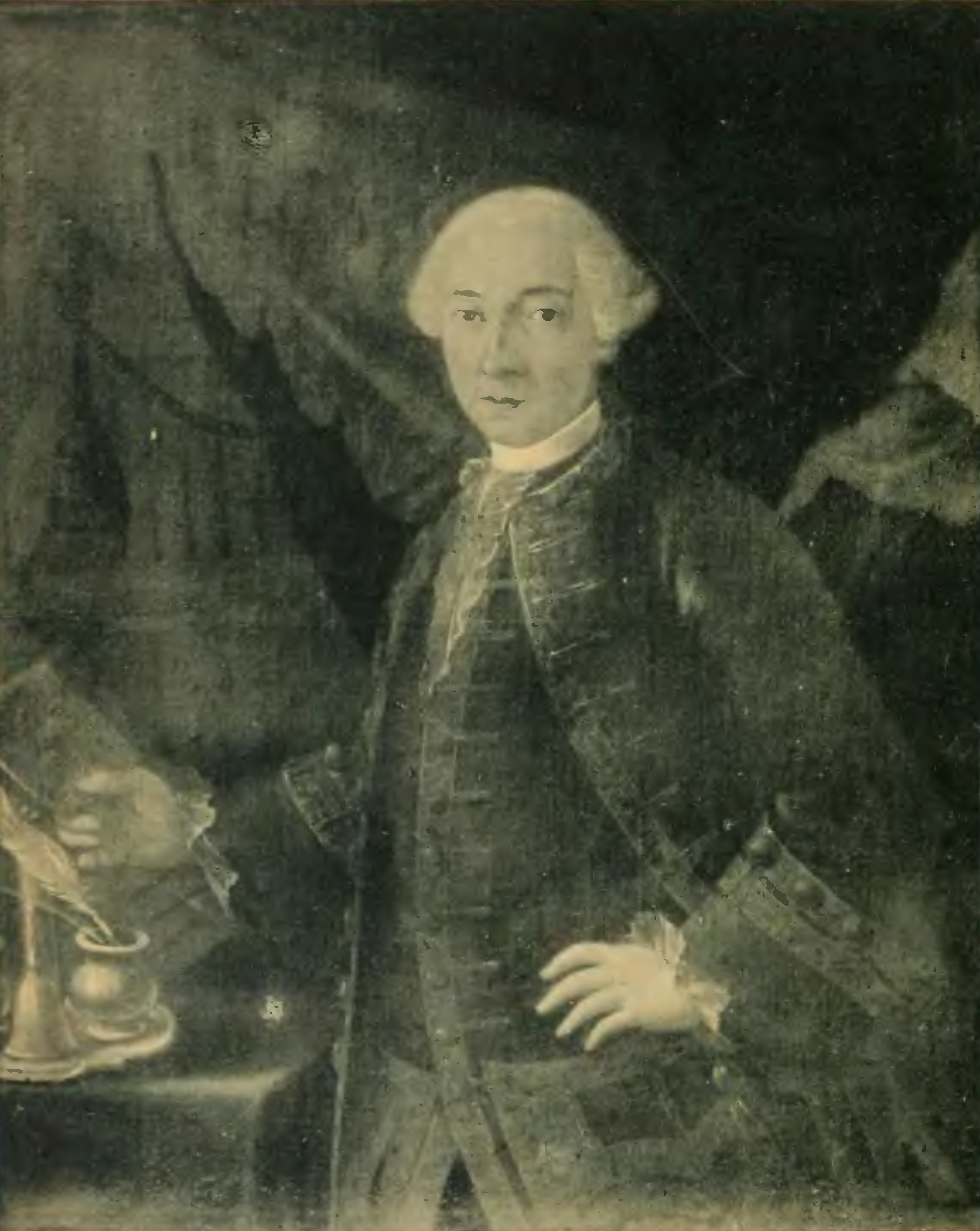
Ramón de la Cruz

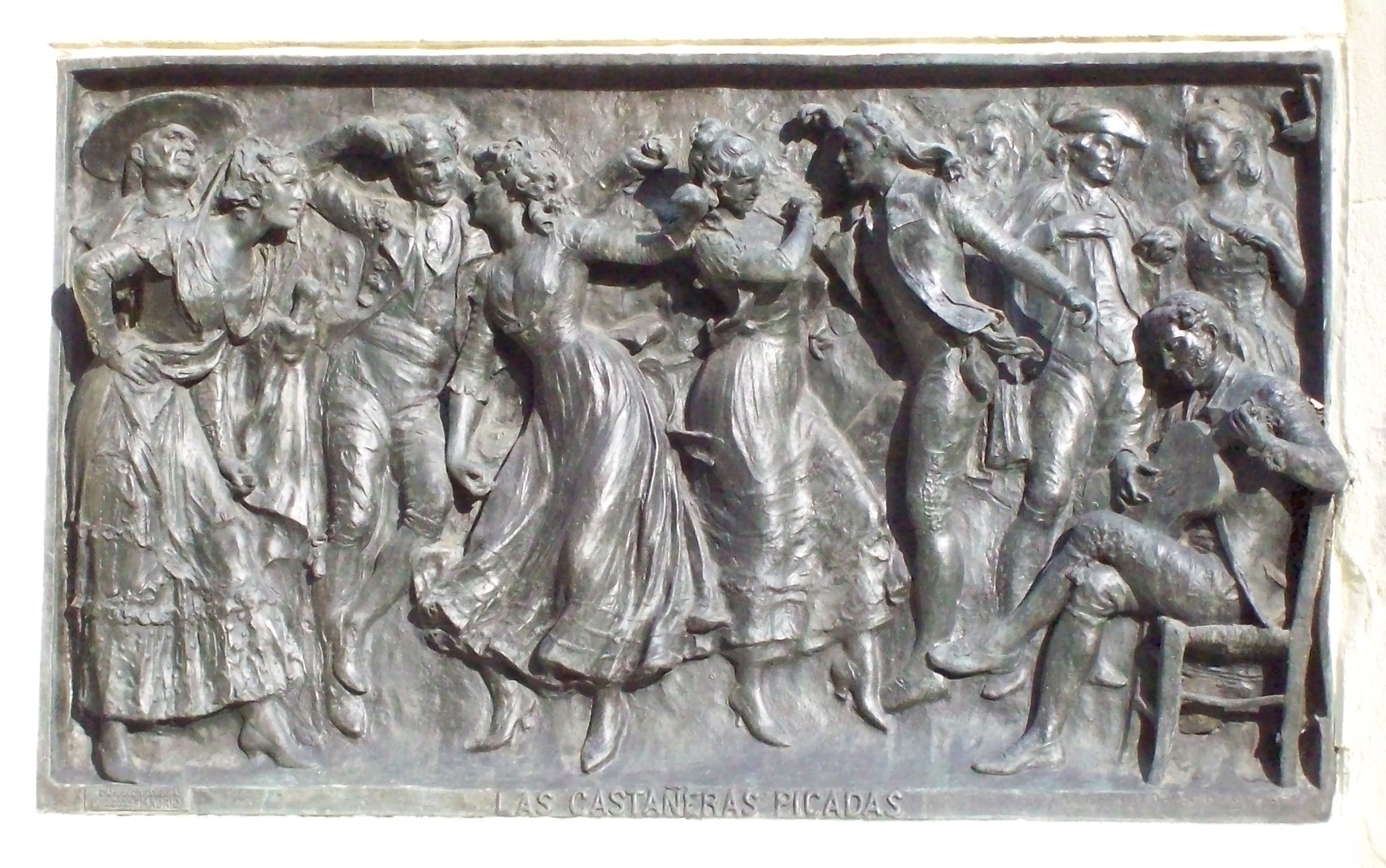
Las castañeras picadas. Relief, Monumento a los Saineteros Madrileños (Madrid, Lorenzo Coullaut, 1913).

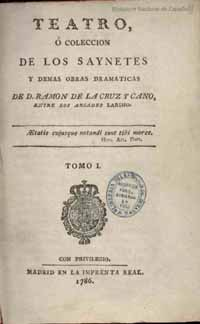
Ramón de la Cruz: Teatro, o colección de los sainetes y demás obras dramáticas (Theater, oder Sammlung der Sainetes und anderer dramatischer Werke). Band 1 (Madrid, 1786)

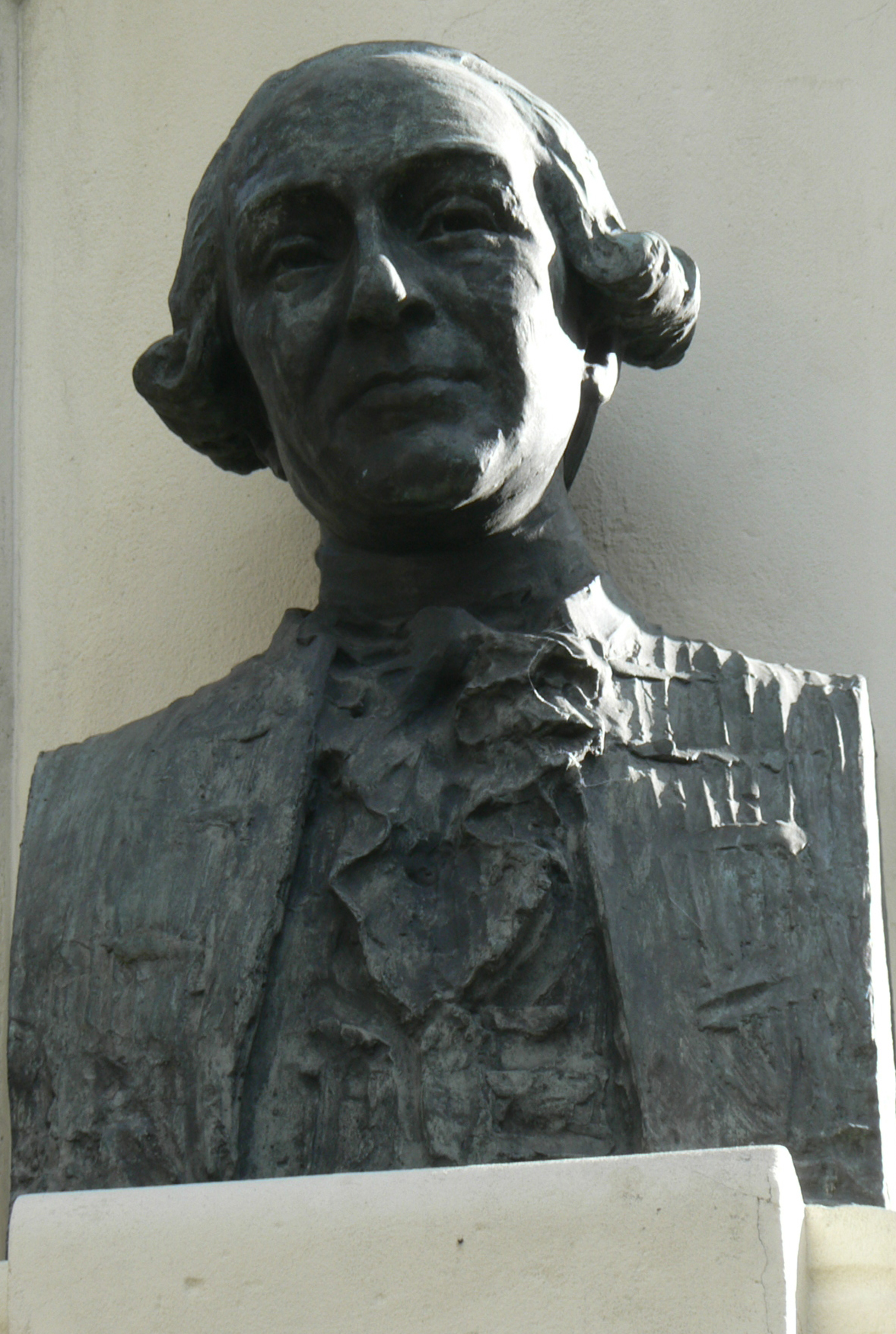
Büste von Ramón de la Cruz in Madrid (L. Coullaut, 1913)

Ramón de la Cruz Cano y Olmedilla  (geboren am 28. März 1731 in Madrid; gestorben am 5. März 1794) war ein spanischer neuklassischer Dramatiker.
Der gebürtige Madrider war Sachbearbeiter im Finanzministerium. Er ist der Autor von dreihundert Sainetes, wovon er eine Auswahl in zehn Bänden (Madrid, 1786–1791) veröffentlichte. Sie überschatten seine Versuche in verschiedenen anderen Literaturgattungen, darunter Komödien und Tragödien. Im Jahr 1770 entstand das Theaterstück Las gitanillas. Die besten seiner Stücke, wie zum Beispiel Las tertulias de Madrid (Die Tertulias von Madrid), sind satirische Beobachtungsstücke. Ein beliebtes Stück ist Las castañeras picadas.
Relativ wenig bekannt ist die Zarzuela Clementina, eine Komödie mit Musik in zwei Akten (comedia con música en dos actos), die die Herzogin von Benaventa für eine Aufführung in ihrem Schlosstheater in Auftrag gegeben hat. Die Komposition besorgte Luigi Boccherini, der zu dieser Zeit auch bei der Herzogin angestellt war.
Die erste spanische Übersetzung des Hamlet von Shakespeare gab Ramón de la Cruz im Jahre 1772 heraus.
Der spanische Geograph, Kartograph, Illustrator und Kupferstecher Juan de la Cruz Cano y Olmedilla (1734–1790) war der jüngere Bruder von Ramón de la Cruz.